# Mathieu (Foix)
Mathieu (* nach 1363; † August 1398) war seit 1381 Vizegraf von Castelbon und zudem seit 1391 Graf von Foix, Vizegraf von Béarn, Marsan und Lautrec sowie Co-Herr von Andorra.
Er war der jüngste Sohn des Vizegrafen Roger Bernard IV. von Castelbon und dessen Ehefrau Geraude de Navailles. Nachdem Mathieus älterer Bruder Roger Bernard V. jung verstorben war, erbte er die väterlicher Vizegrafschaft Castelbon.

1390 beteiligte sich Mathieu an dem Feldzug des Herzogs Ludwig II. von Bourbon gegen Tunesien (siehe Kreuzzug gegen Mahdia), welcher aber nach der erfolglosen Belagerung von al-Mahdiya abgebrochen werden musste. Auf dem Rückweg in die Heimat eroberte das Heer auf Sardinien die Stadt Cagliari für die Republik Genua.

Wappen von Foix-Béarn

Nachdem 1391 der Graf Gaston Fébus von Foix-Béarn verstarb, war Mathieu der letzte legitime männliche Angehörige des Hauses Foix. Mathieu war ein Cousin zweiten Grades des toten Grafen, da aber Gaston Fébus die französische Krone testamentarisch zu seinen Erben ernannt hatte, fiel dessen umfangreicher Besitz am Nordhang der Pyrenäen an König Karl VI. von Frankreich. Für Mathieu traten jedoch Parteigänger auf, die für ihn einen Anspruch auf das große Erbe anmeldeten. Zum einen waren es der Bastard des toten Grafen Yvain de Foix, der die Kontrolle über die gräfliche Residenz zu Orthez innehatte, weiterhin Mathieus Lehnsherr und Schwiegervater in spe König Johann I. von Aragon, der ein Erstarken der französischen Autorität im Pyrenäengebiet verhindern wollte. Auch der Einfluss des Herzogs von Berry auf den König wurde für Mathieus Sache gewonnen, nachdem man diesem eine hohe finanzielle Aufwandsentschädigung zukommen ließ. Nach mehreren Unterhandlungen war König Karl VI. schließlich bereit, Mathieu in dem beanspruchten Erbe einzusetzen und verzichtete seinerseits am 20. Dezember in Tours auf seine Rechte. So kam Mathieu in den Besitz der Grafschaft Foix, der Vizegrafschaften von Béarn, Marsan und Lautrec sowie die Co-Herrschaft über Andorra. Während er für Foix und Lautrec dem König von Frankreich huldigen musste, konnte er Béarn und Marsan als souveräner Fürst in Besitz nehmen.
Nachdem im Mai 1396 Mathieus Schwiegervater König Johann I. von Aragon verstarb erhob er im Namen seiner Frau, welche die älteste Tochter des Königs war, einen Anspruch auf den aragonesischen Thron. Jedoch konnte er diesen Anspruch nicht durchsetzen, nachdem sein Heer von Graf Peter von Urgell geschlagen wurde. Stattdessen wurde Martin I. zum neuen König Aragons gekrönt. Dieser ließ sämtliche Besitzungen, die Mathieu in Aragon besaß, beschlagnahmen.
Graf Mathieu kam aber nicht mehr dazu, sich mit Aragon auszusöhnen, da er bereits im August 1398 verstarb. Er war seit 1392 mit der aragonesischen Prinzessin Juana verheiratet, mit der er keine Kinder hatte. Damit trat seine ältere und einzige Schwester Isabelle das Gesamterbe des Hauses Foix an.